# Vitray
Vitray är en kommun i departementet Allier i regionen Auvergne-Rhône-Alpes i de centrala delarna av Frankrike. Kommunen ligger  i kantonen Cérilly som ligger i arrondissementet Montluçon. År 2018 hade Vitray 134 invånare.

## Befolkningsutveckling
Antalet invånare i kommunen Vitray
Referens: INSEE